# Större törntyrann
Större törntyrann (Agriornis lividus) är en fågel i familjen tyranner inom ordningen tättingar.

## Utseende
Större törntyrann är en stor och rätt enfärgad tyrann. Den har ljust roströd undergump, svartaktig stjärt och kraftig näbb. Den misstas lättast för en sydtrast som har liknande proportioner och färger, men denna har klargul näbb. 

## Utbredning och systematik
Större törntyrann delas in i två underarter:
- Agriornis lividus lividus – förekommer i kust- och bergsområden i Chile (Atacama till Provincia de Valdivia)
- Agriornis lividus fortis – förekommer i södra Chile (Aysen) och södra Argentina söderut till Tierra del Fuego

## Levnadssätt
Större törntyrann förekommer fåtaligt och lokalt i halvöppna och öppna buskamrker, matorral, öppen skog och häckar i torrare jordbruksbygd i lågland och förberg. Den ses sitta tydligt i toppen av en kaktus eller buske, eller på telefontrådar. Fågeln springer kvickt på marken och jagar ifatt småödlor och andra byten.

## Status
Arten har ett stort utbredningsområde och beståndet anses stabilt. Internationella naturvårdsunionen IUCN listar den därför som livskraftig (LC).